# Abdullah Ahmad Badawi
Đây là một tên người Mã Lai. Theo tập quán Mã Lai, tên gọi hay được sử dụng hơn. Tên gọi của người này là Abdullah.
Tun Abdullah bin Haji Ahmad Badawi (Jawi: عبد الله بن احمد بدوي‎; sinh ngày 26 tháng 11 năm 1939 – 14 tháng 4 năm 2025) là một nhà chính trị người Mã Lai từng là Thủ tướng Malaysia giai đoạn 2003-2009. Ông cũng từng là Chủ tịch Tổ chức Dân tộc Mã Lai Thống nhất (UMNO) và thủ lĩnh của liên minh Mặt trận Dân tộc (BN) trong Quốc hội Malaysia.
Abdullah sinh ra trong một gia đình họ Badawi làm chính trị và hoạt động tôn giáo ở bang Penang. Ngay sau khi tốt nghiệp, ông gia nhập UMNO. Ông từng giữ cương vị Ngoại trưởng. Năm 1999, ông trở thành Phó Thủ tướng trong chính quyền của Thủ tướng Mahathir Mohamad. Abdullah trở thành Thủ tướng Malaysia sau khi Mahathir từ chức vào năm 2003. Năm sau, trong cuộc tổng tuyển cử, ông giành thắng lợi quyết định. Đến cuộc tổng tuyển cử năm 2008, BN chỉ còn giành 63% tổng số ghế trong Quốc hội, thấp nhất kể từ khi Malaysia độc lập. Chiến thắng không thuyết phục này dù vẫn khiến Abdullah tiếp tục làm Thủ tướng, nhưng trách nhiệm của ông đối với UMNO và BN bắt đầu trở thành đề tài nóng bỏng. Thêm vào đó, từ khoảng năm 2005, quan hệ của Abdullah với người tiền nhiệm Mahathir và người phó của mình là Najib Razak xấu dần đi. Đây là những nguyên nhân dẫn đến việc Abdullah quyết định rút lui. Ý định này được ông công bố từ năm 2008 và thực hiện vào tháng 4 năm 2009.
Ông được Quốc vương Malaysia phong tước Tun năm 2009.

## Tranh cãi & chỉ trích
Abdullah đã gây ra tranh cãi vào tháng 12 năm 2006 khi ông đến Úc để mở một nhà hàng trong trận lũ lụt.